# 28년 후: 더 본 템플
《28년 후: 더 본 템플》(영어: 28 Years Later: The Bone Temple)은 2026년 개봉 예정인 포스트 아포칼립스 공포 영화이다. 니아 다코스타가 감독을 맡았으며, 2025년 영화 《28년 후》의 속편이다.